# Gytterag
Gytterag (Cyperus congestus) är en halvgräsart som beskrevs av Vahl. Enligt Catalogue of Life ingår Gytterag i släktet papyrusar och familjen halvgräs, men enligt Dyntaxa är tillhörigheten istället släktet papyrusar och familjen halvgräs. Arten förekommer tillfälligt i Sverige, men reproducerar sig inte. Inga underarter finns listade i Catalogue of Life.

## Bildgalleri

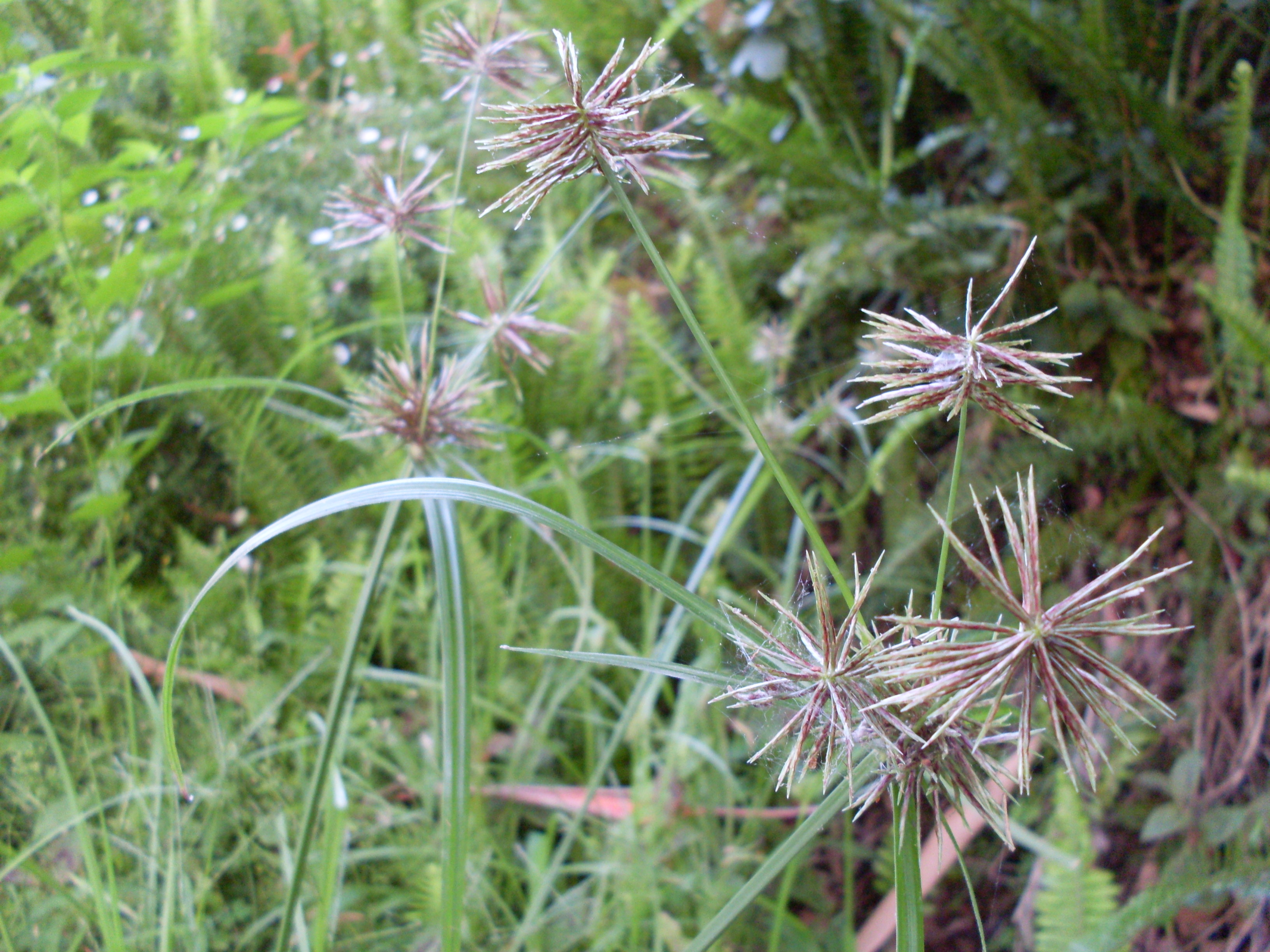
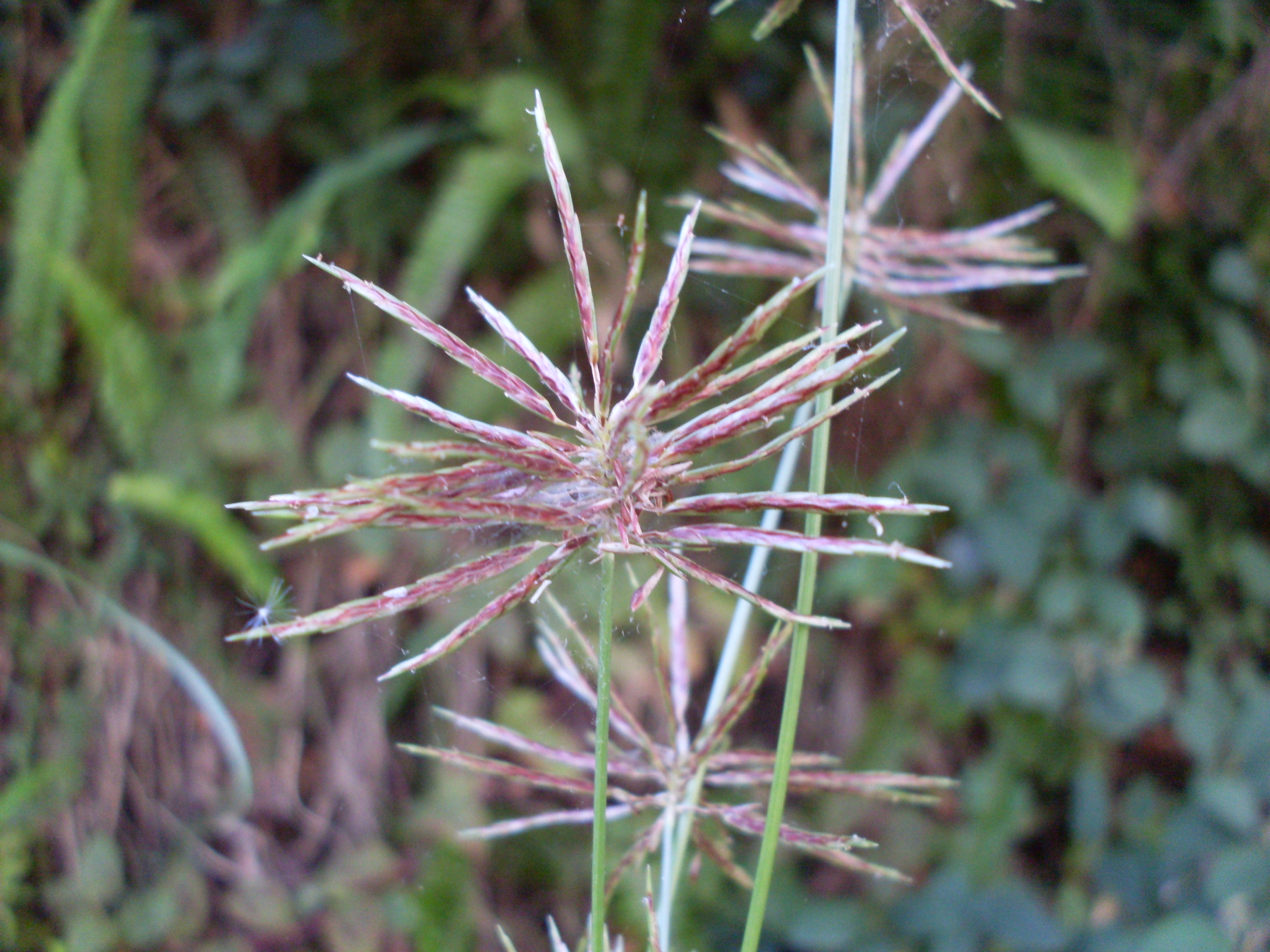
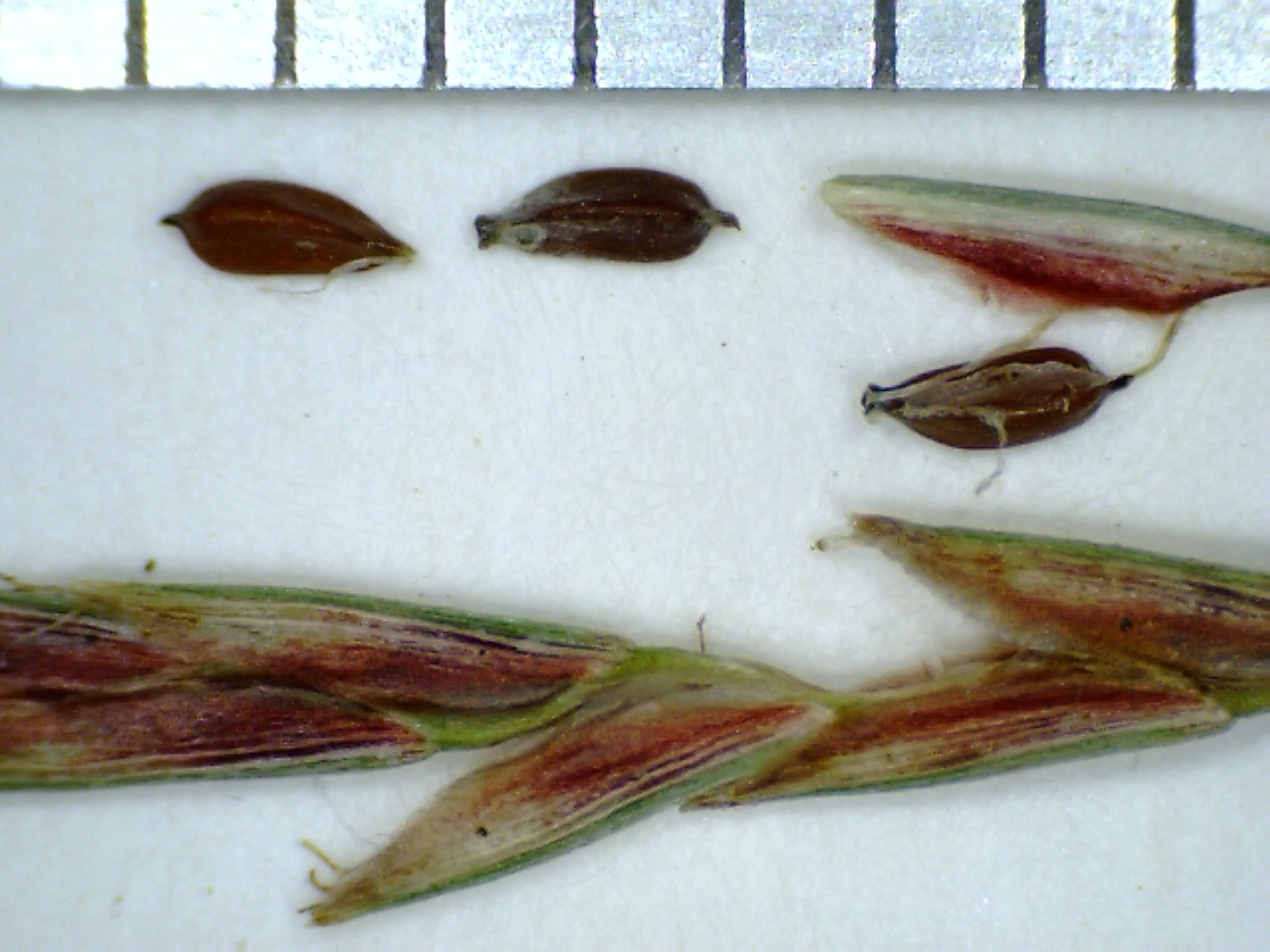
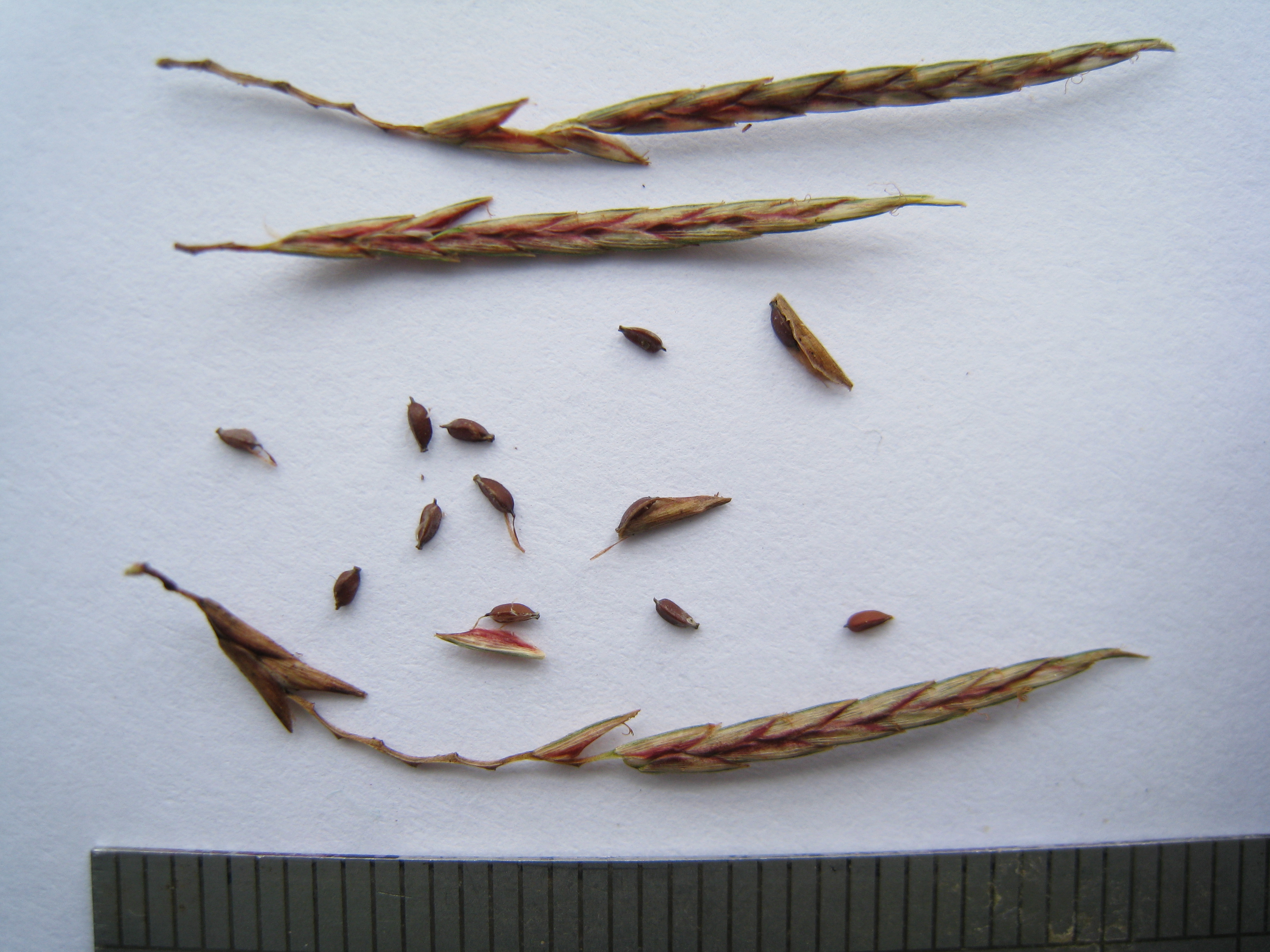